# Статья 282 Уголовного кодекса РФ
Статья 282 Уголовного кодекса РФ существовала с момента его принятия — 13 июня 1996 года. В исходной редакции она носила название «Возбуждение национальной, расовой или религиозной вражды».
В 2002 году президент РФ Владимир Путин внёс в Госдуму законопроект «О противодействии экстремистской деятельности». В рамках поправок появились два новых пункта УК: 282-1 «Организация экстремистского общества» и 282-2 «Организация деятельности экстремистской организации».
В 2013 году президент Путин подписал крупный блок поправок в УК РФ, которыми, в частности, полностью изменялось название и содержимое 282-й статьи. Она была переименована в «Возбуждение ненависти либо вражды, а равно унижение человеческого достоинства». Было введено наказание за возбуждение ненависти либо вражды или унижение достоинства человека также по признаку пола, языка, происхождения, принадлежности к социальной группе.
Законом от 28 июня 2014 года был добавлен пункт 282-3 «Финансирование экстремистской деятельности».
7 января 2019 года вступил в силу Федеральный закон № 519 «О внесении изменения в статью 282 Уголовного кодекса Российской Федерации», предусматривающий частичную декриминализацию состава статьи.
Практически любые негативные проявления в отношении любой 
группы лиц формально соответствуют признакам состава преступления, которое описано в статье 282 УК РФ.
Федеральный закон принят Государственной Думой 17 июня 2025 года и одобрен Советом Федерации 18 июня 2025 года. Федеральный закон направлен на повышение уровня уголовно-правовой охраны основ конституционного строя Российской Федерации в части, касающейся совершенствования механизма противодействия экстремизму. В связи с этим в часть первую статьи 282 «Возбуждение ненависти либо вражды, а равно унижение человеческого достоинства» Уголовного кодекса Российской Федерации вносятся изменения, в соответствии с которыми устанавливается уголовная ответственность за действия, направленные на возбуждение ненависти либо вражды, а также на унижение достоинства человека либо группы лиц по признакам пола, расы, национальности, языка, происхождения, отношения к религии, а равно принадлежности к какой-либо социальной группе, совершённые публично, в том числе с использованием средств массовой информации либо информационно-телекоммуникационных сетей, включая сеть Интернет, если такие действия сопряжены с оправданием или пропагандой применения насилия либо угрозы его применения. В соответствии с Федеральным законом повышенная уголовная ответственность по статье 282 У. Кодекса предусматривается за совершение преступления не только организованной группой, но и группой лиц, а также группой лиц по предварительному сговору. 24 июня 2025 года подписан президентом РФ Владимиром Путиным.